# Notre-Dame-de-Commiers
Notre-Dame-de-Commiers är en kommun i departementet Isère i regionen Auvergne-Rhône-Alpes i sydöstra Frankrike. Kommunen ligger i kantonen Vizille som tillhör arrondissementet Grenoble. År 2022 hade Notre-Dame-de-Commiers 527 invånare.

## Befolkningsutveckling
Antalet invånare i kommunen Notre-Dame-de-Commiers
Referens:INSEE